# 瑪莉·雷諾特
玛丽·瑞瑙特（英語：Mary Renault，/ˈrɛnoʊlt/；1905年9月4日—1983年12月13日），出生名为“艾琳·玛丽·查兰斯”（Eileen Mary Challans），是一名旅居在南非的英语女作家。
玛丽1905年出生于森林门，1924年-1928年间就读于牛津大学圣休学院。毕业后，她一边从事护士的工作，一边写作当代爱情题材的小说。1948年，她与终身伴侣朱莉·穆拉德一起旅居南非。在那里她可以摆脱英国的恐同情绪和审查，自由创作同性恋角色的故事。她在五十年代尤为高产，创作了多部杰出的历史小说。她最为著名的作品是几部以古希腊时期为主题的历史虚构小说。瑞瑙特不仅为忒修斯、苏格拉底、柏拉图和亚历山大大帝撰写了生动的虚构小说，也为亚历山大大帝创作了纪实性传记。她的作品主题大多是爱、性向、性别表达和关系。她的书籍出版之后吸引了大量的读者，尤其是性少数群体，因为当时鲜有主流作品正面描绘同性恋人群。批评家也对她的作品青睐有加。她生前身后都获奖颇丰。

## 个人生平

### 幼年与教育
1905年9月4日，艾琳·玛丽·查兰斯出生在埃塞克斯郡的森林门。她的父亲弗兰克·查兰斯是一位外科医生，母亲克莱门蒂·纽桑·巴克希特·查兰斯则是一位“雄心勃勃的家庭主妇，最喜欢的词就是‘漂亮’。”她有一个妹妹，名叫弗兰西斯·乔伊斯·查兰斯。玛丽的童年时家境殷实，但她倍感拘束。父母时常争论，父亲更是不把孩子放在心上。玛丽小时候和朋友们自己创作过几次戏剧。她15岁时，受过高等教育的姨妈贝塔支持她去布里斯托的寄宿学校，继续学习，不要浪费自己的才气。由于玛丽上学较同龄人稍晚，她在数学和拉丁语上很是吃力。她借助洛布古典丛书阅读了希腊和拉丁名著的古典著作。毕业后，在贝塔的坚持下，玛丽于1924年继续前往牛津圣休学院学习历史、神话学、哲学和古代文学，并于1928年毕业。有两位导师对瑞瑙特的影响最大，其一是中洲的缔造者，著名的语言学家托尔金，在他的鼓励下，玛丽曾经创作过一部中世纪背景的小说，但玛丽觉得考据不足，没有发表；另一位则是希腊古典学吉尔伯特·穆雷，他唤醒了玛丽青年时对柏拉图的尊崇，对她之后的创作影响颇深。

### 护理工作与早期写作
从学校毕业后，玛丽的母亲希望她寻一门好亲事，但她却想以写作为生。玛丽边打工边写作过了几年，却落得营养不良，患上了风湿热，不得不回家休养。在家的日子十分苦闷，既无朋友，也无法阅读写作。1933年，玛丽徒步旅行再访母校，途中路过牛津的拉德克里夫疗养院，深感自己欠缺作家所需的生活经验，当即拜访院长，要当一名护士。
在疗养院从事护理工作的日子十分艰苦，纪律也十分严苛，但玛丽在这里遇到了自己的终生伴侣朱莉·穆拉德（Julie Mullard）。她们常常共度夜间的自由时光，还会在难得的闲暇溜出去一起看戏。与此同时，玛丽也在创作自己第一部正式的小说《爱的目的》（Purposes of Love）。为了规避可能的恶评，她从让·弗鲁瓦萨尔的《大事記》里选择了瑞瑙特这个笔名。这本书1939年在英国由朗文出版，美版则由威廉·莫罗出版公司发行，名为《爱的承诺》（Promise of Love）。这本书卖得不错，玛丽用稿费买了一辆车与朱莉出行，却横遭车祸，身受重伤。两人在康沃尔买了一座小屋休养。玛丽借此写作自己的第二本书，在二战爆发时，她已接近完成。
1940年5月，玛丽和朱莉被征召到布里斯托的战地医院，救治从敦刻尔克撤退的伤员。她稍后回到拉德克里夫服务，一直到战争结束。这段日子颇为艰苦，不仅是因为繁重的工作、战时的配给制度、缺少写作的时间，玛丽的家庭也发生了变故：父亲得了癌症，她只能回去照顾。但父女俩直到最后也没有和解。葬礼之后，玛丽马上回到了牛津。不过，玛丽在战时还是完成了《友善的少妇》（The Friendly Young Ladies），这部作品描绘了作家和护士之间微妙的同性情愫，向来被评家认为是她和朱莉生活的写照。

### 移居南非和写作生涯
战后的日子并不轻松，护士的工作依然繁重，战后的经济局势也不乐观。尽管如此，玛丽还是完成了自己的第四本书《归于夜幕》（Return to Night）。正当她写作自己的第五本现代小说《北面》（The North Face）的时候，《归于夜幕》却突然获得了米高梅公司设立的大奖——她原本以为奖金大概在一千镑左右，结果却是三万七千镑的巨款，这在当时相当于学校教员终生的收入。有了这样一笔巨款，玛丽和朱莉决定移居南非。那里不仅气候宜人，对同性恋群体也更加宽容，在当时是英美许多性少数群体的避难之地。
移居南非之后，玛丽与当地的同性恋社群建立了联系，进行了一次不太成功的房地产投资。1953年，玛丽完成了《御者》，这是她最杰出的现代题材作品，甫一出版就非常畅销，尤其受到同性恋读者的欢迎。书中提及柏拉图的《斐多篇》和《会饮篇》，更预示着她之后创作题材的转型。
在长时间的研究和考据之后，玛丽于1956年完成了自己第一部以古希腊为背景的小说：《残酒》。故事讲述了苏格拉底的两位学生陷入少年之爱，携手同行，从雅典的黄金时代开始，共历伯罗奔尼撒战争的失败。本作详细描写了古希腊的风土人情与哲学思想，对当时成为风俗的少年之爱的描绘诚恳切实，跃然纸上。
在创作《残酒》的日子里，玛丽和朱莉曾亲自前往希腊游览，实地采风。这趟旅程并不顺利，一路上意外频发，加上希腊当地的混乱，颇为艰苦。不过，玛丽在克里特岛的见闻给了她很大的启发，促使她创作以忒修斯的传说为背景的《国王必须死去》。不过，朗文在出版《残酒》的时候，却对玛丽的转型表示震惊，并且删改了大量的内容，让玛丽非常不快。《残酒》在英国出版后，被许多读者认为是《御者》同性之爱题材的续篇，广受好评，连诺贝尔文学奖获得者戈尔丁都对其中描绘的爱情赞誉有加。
《国王必须死去》中的忒修斯是玛丽笔下少见的异性恋主角，并且书中体现了母权制的消亡。与前作不同，本书先在美国出版，两个月后才发行英版。美国读者和评论界对《国王必须死去》非常喜爱，电影版权也很快卖出，大大改善了玛丽的经济状况。1959年，玛丽和朱莉搬进了露营湾的新宅，名为“提洛”。这里在随后的日子里成为南非同性恋文艺界的一个聚会沙龙中心。但在接下来的几年中，南非政治局势风起云涌，种族隔离愈演愈烈，玛丽也开始深入政治，无法静心写作，提洛甚至成了政治家会面的场所。1964年，玛丽成为国际笔会南非分部的主席，并一直担任到1981年。正当玛丽身陷政治漩涡的时候，英国传来了母亲去世的消息——并且没有留给她任何遗产。玛丽速来与母亲不睦，本来也没有指望什么，不过，她还是欢迎妹妹乔伊斯来南非做客，这成了她这段时间难得的轻松时光。
在《国王必须死去》四年后，《海里来的公牛》得以出版，完成了忒修斯的故事。不过，玛丽对这本书并不满意，认为它不及前作。书籍出版后，玛丽和朱莉打算出国旅行，适逢英国销量不佳，朗文打算让玛丽返回伦敦帮助宣传。但英国沉郁的天气和不堪回首的过往让玛丽抗拒，她最终决定再访希腊。这一趟希腊之行也不轻松，部分是因为玛丽已经声名卓著，一路上少不了往来应酬。但和基姆·法瑞亚等学者的会面让她的研究获益良多。德尔斐之行也令人难忘。
在回到南非之后，玛丽并没有直接开始继续写作自己的下一本小说。美国出版商哈珀邀请她写一本关于希腊历史的童书。玛丽本来打算当作消遣，用三个月的时间写完，不料竟花了三倍长的时间，堪称一件苦差。此外，政治上的纷争也令人不快。她希望自己先前加入的反种族隔离组织也对反同性恋的法案表示抗议，却徒劳无功，这让她对政治和南非的前景又一次失望了。笼罩在强人政治独裁阴云下的南非，恰与柏拉图时代的叙拉古有几分相似，刺激了玛丽下一部作品的创作。

## 深远影响
作家兼评论家丹尼尔·门德尔索恩在其个人回忆录里暗示道，玛丽·瑞瑙特的作品可能对许多读者产生了深远影响，特别是那些新兴的年轻男同性恋者。

## 主要作品

### 当代小说
| 出版年份 | 中文标题       | 英版标题 | 美版标题 | 内容简介 |
| -------- | -------------- | -------- | -------- | -------- |
| 1939年   | 爱的目的       |          |          |          |
| 1940年   | 温柔是她的回答 |          | 不適用   |          |
| 1944年   | 友善的年轻妇人 |          |          |          |
| 1947年   | 重返深夜       |          | 不適用   |          |
| 1948年   | 北面           |          | 不適用   |          |
| 1953年   | 御者           |          | 不適用   |          |

## 衍生改编
玛丽·瑞瑙特的小说《必死的国王》及其续集《海上公牛》由迈克尔·贝克威尔改编成11集广播剧《国王必死》于1983年6月5日至8月14日在BBC广播四台播出。该广播剧由大卫·斯宾塞执导，并由加里·邦德（Gary Bond）饰演忒修斯、约翰·威斯布鲁克（John Westbrook）饰演庇透斯、弗兰西斯·杰特（Frances Jeater）饰演埃莱夫西纳女王（Queen of Eleusis）、卡罗尔·博伊德（Carole Boyd）饰演埃斯拉（Aithra）、亚历克斯·詹宁斯（Alex Jennings）饰演阿明托耳（Amyntor），此外参与演出的演员还有萨拉·贝德尔（Sarah Badel）、大卫·马奇（David March）和克里斯托弗·加德（Christopher Guard）。2003年6月17日，BBC广播七台重播了该广播剧。

### 脚注
1. 1 2  . 圣休学院 (牛津大学).   [2020-03-17]. （原始内容存档于2010-10-21）.
2. ↑  David Sweetman. . 圣地亚哥: 哈考特出版社（英语：Harcourt (publisher)）. 1994: 310–313  [2020-03-17]. ISBN 9780156000604. She always pronounced it 'Ren-olt', though almost everyone would come to speak of her as if she were a French car.
3. 1 2  . The Guardian. 3 November 2013  [15 February 2022] （英语）.
4. ↑  Sweetman, David. . Harcourt Brace & Company. 1994: 8. ISBN 978-0-15-600060-4.
5. 1 2  . www.encyclopedia.com.   [2022-05-30]. （原始内容存档于2019-07-30）.
6. ↑  Sweetman, 1994, 10
7. ↑  Sweetman, 1994, 54
8. ↑  Endres, Nikolai, Parker, Grant , 编, , South Africa, Greece, Rome: Classical Confrontations (Cambridge: Cambridge University Press), 2017: 376–394  [23 February 2021], ISBN 978-1-107-10081-7, doi:10.1017/9781316181416.015, （原始内容存档于2018-06-15）
9. ↑  . www.maryrenaultsociety.org.   [15 February 2022]. （原始内容存档于2018-12-29）.
10. ↑  Sweetman, 1994, 28
11. ↑  Cooke, Bill. . Prometheus Books. 30 December 2009: 444. ISBN 978-1-61592-365-6 （英语）.
12. ↑  Sweetman, 1994, 33
13. ↑  Sweetman, 1994, 34-51
14. ↑  Dick, Bernard F. . Southern Illinois University Press. 1972: 2. ISBN 978-0-8093-0576-6 （英语）.
15. 1 2  Room, Adrian. . McFarland. 10 January 2014. ISBN 978-0-7864-5763-2 （英语）.
16. ↑  . Legacy Project Chicago.   [15 February 2022] （英语）.
17. ↑  Sweetman, 1994, 59
18. ↑  Sweetman, 1994, 60-67
19. ↑  Zilboorg, pp. 79–84
20. ↑  Zilboorg, p. 127
21. ↑  Sweetman, 1994, 76-77
22. ↑  Haggerty, George. . Routledge. 5 November 2013: 742. ISBN 978-1-135-58506-8 （英语）.
23. ↑  Sweetman, 1994, 78-84
24. ↑  Sweetman, 1994, 91-92
25. ↑  Proud, Linda. . Historical Novel Society. 1999  [23 October 2007]. （原始内容存档于27 September 2007）.
26. ↑  Sweetman, 1994, 125-133
27. ↑  Slide, Anthony. . Routledge. 2003: 152. As it was published in 1953, The Charioteer, though briefly mentioned (p. 152) is not actually discussed in this book.
28. ↑  . www.publishingtriangle.org.   [Jul 12, 2019]. （原始内容存档于2011-07-04）.
29. ↑  Sweetman, 1994, 156-157
30. ↑  Cole, Myke. . Tor.com. March 28, 2016  [March 31, 2016]. （原始内容存档于2022-06-18）.
31. ↑  Sweetman, 1994, 164-173
32. ↑  Sweetman, 1994, 174-175
33. ↑  Sweetman, 1994, 182
34. ↑  Zilboorg, Caroline. . University of Missouri Press. 2001: 155.
35. ↑  Sweetman, 1994, 190
36. ↑  Sweetman, 1994, 193
37. ↑  Sweetman, 1994, 200
38. ↑  Zilboorg, 1991, 168
39. ↑  Sweetman, 1994, 210
40. ↑  Sweetman, 1994, 212
41. ↑  Sweetman, 1994, 218-219
42. ↑  Sweetman, 1994, 222-223
43. ↑  Sweetman, 1994, 224
44. ↑  Zilboorg, pp. 167–168
45. ↑  Mendelsohn, Daniel. . 纽约客 (纽约市: 先进出版公司). 2013-01-07: 48  [2020-03-18]. （原始内容存档于2013-01-18）.

### 文献
- . Macmillan. 1990: 80  [2020-03-17]. ISBN 9780198652106.
- David Sweetman. . 圣地亚哥: 哈考特出版社（英语：Harcourt (publisher)）. 1994: 310–313  [2020-03-17]. ISBN 9780156000604.
- Caroline Zilboorg. . 哥伦比亚: 密苏里大学出版社（英语：University of Missouri Press）. 2001  [2020-03-17]. ISBN 9780826213228.